# Ахмедилов, Малик
Малик Ахмедилов (1976 — 11 августа 2009) или Абдулмалик Ахмедилов — российский дагестанский журналист, занимавшийся расследованиями. Был убит в результате покушения.

## Карьера
Ахмедилов был ведущим корреспондентом ежедневной газеты на аварском языке «Хакикат» (авар. ХIакъикъат), что переводится как «Правда». Работал также главным редактором политического ежемесячника «Согратль», фокусировавшегося на политических и гражданских вопросах.
Был известен своими заявлениями о нескольких нераскрытых убийствах чиновников в Дагестане. В колонках «Хакикат» журналист резко критиковал российские федеральные силы и местные правоохранительные органы за ограничение религиозных и политических свобод под видом «антиэкстремистской» кампании.
Ахмедилов был удостоен стипендии Internationale Parliaments-Stipendium Fellowship через парламент Германии в 2006 году и работал помощником Маргрит Ветцель из СДПГ.

## Убийство
Ахмедилов был найден 11 августа 2009 года застреленным в машине на окраине столицы Дагестана Махачкалы. На момент убийства ему было 33 года. Полиция считает, что Ахмедилов был застрелен из пистолета с близкого расстояния, хотя независимые источники утверждают, что он был застрелен из Винчестера. Согласно тому же источнику, очевидцы утверждают, что выстрелы производили неизвестные, вышедшие из автомобиля «Жигули» без номеров и тонированных стёкол. Они также заявили, что видели машину за несколько дней возле дома журналиста.
Убийство Ахмедилова произошло после череды убийств репортёров и журналистов в Дагестане, включая убийство тележурналиста Абдуллы Алишаева в сентябре 2008 года. Ещё два дагестанских журналиста были убиты в марте 2009 года.

## Суд
В убийстве журналиста обвинялись Мурад Шуайбов и Иса Абдурахманов. Оба были задержаны в 2013 году. Оба сознались в совершённом, по словам Следственного комитета.

Официальный пресс-релиз:
«По словам Шуайбова, преступление он совершил на почве личных неприязненных отношений, сложившихся ввиду того, что Ахмедилов якобы распространял не соответствующие действительности сведения о приверженности обвиняемого к радикальному течению в исламе „ваххабизм“»
По заключению СК, стрелком был Шуайбов, делал он это из машины «Приора», управляемый его знакомым Исой Абдурахмановым.
В марте 2015 года обоих приговорили к 10,5 и 8 годам лишения свободы по статье 105 УК РФ «Убийство». Дело было закрыто при том, что ни организатора, ни заказчика убийства не установили.
По рассказу Магомеда Хазамова, в декабре 2012 года люди в масках атаковали Мурада Шуайбова, который был его другом. Он обвинялся в убийстве Ахмедилова, после чего его ненадолго вывезли из Дагестана. Будучи доставленным в махачкалинский Советский суд, он говорил с адвокатом. Он рассказал, что его под пытками заставляют давать ложные показания на других и на себя, вынудив сказать, что он убил основателя журнала «Черновик» Камалова.